# Jamil Fearrington
Jamil James Fearrington (født 20. april 1986 i København) er en dansk tidligere fodboldspiller, der spillede som forsvarsspiller bl.a. for Brønshøj Boldklub. Han har amerikanske rødder. Han er nuværende træner for Brønshøj BK.

## Karriere
Jamil James Fearrington var en dansk fodboldspiller, der begyndte at spille fodbold i Vanløse IF. Som ungdomsspiller spillede han på de lavere rangerede hold. Han manglende dygtighed og taktisk forståelse, men havde til gengæld evner i form af sin naturlige styrke og hurtighed. Gennem engagement og hård træning blev Fearrington en dygtigere spiller og til sidste en del af det bedste ungdomshold. Han skiftede senere til FC Københavns ungdomshold og kom senere på reserveholdet. I efteråret 2006 var han en del af FCK's førstehold, men fik kun spillet en enkelt officiel kamp for holdet i TELE2 Liga Cup mod Brøndby IF. Han havde flere uofficielle kampe i Viasat Cup og venskabskampe.
I juli 2007 skiftede han til den norske Stavanger IF. Efter et vellykket ophold i Stavanger, skrev Jamil Fearrington kontrakt med 1. divisionsklubben Sandnes Ulf. Han forlod klubben ved udgangen af år 2008 og underskrev den 6. marts 2009 kontrakt med Boldklubben Frem.
I august 2009 forlod Fearrington Boldklubben Frem og underskrev kontrakt med den danske 1. divisionsklub, FC Roskilde.
I foråret 2011 skrev han kontrakt med Rishøj Boldklub, hvorfra han den 9. juli 2011 skiftede til oprykkerne til 2. divisionen Fremad Amager